# هاميش مكلينان
هاميش مكلينان (بالإنجليزية: Hamish McLennan)‏ هو شخصية أعمال أسترالي، ولد في 13 يونيو 1966 في سيدني في أستراليا.